# Zoe Cipres
Zoe Cipres (* 5. August 1997 im Orange County, Kalifornien) ist eine US-amerikanische Schauspielerin und Model.

## Leben
Cipres wurde am 5. August 1997 im kalifornischen Orange County geboren. Mit sechs Jahren zog sie mit ihrer Familie nach Hawaii. Als Teenagerin modelte sie in Japan. Sie ist Absolventin des Mid-Pacific Institute, einer Privatschule in Honolulu. Sie studierte Schauspiel am William Esper Studio in New York City.
Ihre erste Filmrolle erhielt Cipres im Kurzfilm Star Wars: An Idiot’s Array. Ein Jahr später gab sie ihr Spielfilmdebüt in Pretenders. Nach weiteren Mitwirkungen in verschiedenen Kurzfilmen und einer Episodenrolle in der Fernsehserie Grown-ish, stellte sie 2022 im Tierhorrorfilm Maneater die Rolle der Emma Stoudamire dar. Im selben Jahr wirkte sie in elf Episoden der Fernsehserie Roswell, New Mexico in der Rolle der Bonnie mit. Von 2024 bis einschließlich 2025 spielte sie die Rolle der Hina in 19 Episoden der Fernsehserie Rescue: HI-Surf. 2025 wirkte sie im Kurzfilm Long Pork an der Seite von Hollywood-Größen wie Lena Headey, Marc Menchaca oder Catherine Curtin mit. Dieser wurde am 9. Juni 2025 auf dem Tribeca Film Festival uraufgeführt.

## Filmografie (Auswahl)
- 2017: Star Wars: An Idiot’s Array (Kurzfilm)
- 2018: Pretenders
- 2019: Grown-ish (Fernsehserie, Episode 2x05)
- 2019: Just A Drill (Kurzfilm)
- 2019: ABC Discovers: Los Angeles Talent Showcase (Kurzfilm)
- 2021: IRL (Kurzfilm)
- 2022: Maneater
- 2022: Roswell, New Mexico (Fernsehserie, 11 Episoden)
- 2024–2025: Rescue: HI-Surf (Fernsehserie, 19 Episoden)
- 2025: Long Pork (Kurzfilm)